# Schefflera fengii
Schefflera fengii är en araliaväxtart som beskrevs av Chang Jiang Tseng och Gin Hoo. Schefflera fengii ingår i släktet Schefflera och familjen araliaväxter. Inga underarter finns listade.